# Джонсон, Марвин
Ма́рвин Джо́нсон (англ. Marvin Johnson; 12 апреля 1954, Индианаполис) — американский боксёр полутяжёлой весовой категории. В начале 1970-х годов выступал за сборную США: бронзовый призёр летних Олимпийских игр в Мюнхене, победитель многих международных турниров и национальных первенств. В период 1973—1987 успешно боксировал на профессиональном уровне, владел титулами чемпиона ВБА и ВБС.

## Биография
Марвин Джонсон родился 12 апреля 1954 года в городе Индианаполис, штат Индиана. Активно заниматься боксом начал в раннем детстве, ходил в зал вместе со старшим братом. Первого серьёзного успеха на ринге добился в возрасте семнадцати лет, когда в полутяжёлом весе выиграл национальный турнир «Золотые перчатки» и стал чемпионом США среди любителей. Год спустя повторил это достижение во втором среднем весе и благодаря череде удачных выступлений удостоился права защищать честь страны на летних Олимпийских играх 1972 года в Мюнхене — сумел дойти здесь до стадии полуфиналов, после чего техническим нокаутом во втором раунде проиграл советскому боксёру Вячеславу Лемешеву. Получив бронзовую олимпийскую медаль, решил попробовать себя среди профессионалов и покинул сборную.
Профессиональный дебют Джонсона состоялся в мае 1973 года, своего первого противника Сильвестра Уайлдера он победил нокаутом уже во втором раунде. В течение пяти последующих лет провёл множество удачных поединков, за весь этот период потерпев поражение лишь два раза: от Мэттью Саада Мохаммеда в бою за титул чемпиона Североамериканской боксёрской федерации и от Лотти Мвале из Зимбабве. В 1978 году получил возможность побороться за титул чемпиона мира в полутяжёлом весе по версии Всемирного боксёрского совета (WBA), техническим нокаутом победил действующего чемпиона югослава Мате Парлова и забрал чемпионский пояс себе. Тем не менее, защитить выигранный титул не смог ни разу, при первой же защите вновь встретился с Мухаммадом и снова ему проиграл.
Несмотря на поражение, Джонсон продолжил выходить на ринг и в ноябре 1979 года стал чемпионом мира по версии Всемирной боксёрской ассоциации (WBA), победив нокаутом аргентинца Виктора Галиндеса. Оставался чемпионом не долго, во время первой защиты проиграл техническим нокаутом Эдди Мустафе Мухаммеду. В следующих боях встретился с несколькими крепкими боксёрами, добыл титул чемпиона Американской боксёрской ассоциации, взял верх над всеми соперниками кроме олимпийского чемпиона Майкла Спинкса. Выигранные поединки позволили ему подняться довольно высоко в мировых рейтингах, в 1984 году был признан «Возвращением года» по версии авторитетного журнала «Ринг». В феврале 1986 года в бою Лесли Стюартом из Тринидада и Табаго завоевал вакантный титул ВБА, став первым в истории полутяжёлого веса боксёром, кому в пределах этой одной весовой категории удалось выиграть мировой титул три раза.
Первая защита титула прошла успешно, но при второй защите Стюарт взял реванш — в восьмом раунде матча начал жестоко избивать Джонсона, и тренер вынужден был выбросить полотенце. Вскоре после этого поединка Марвин Джонсон принял решение завершить карьеру спортсмена. Всего в профессиональном боксе он провёл 49 боёв, из них 43 окончил победой (в том числе 35 досрочно), 6 раз проиграл. В 2008 году был включён в Международный зал боксёрской славы.